# Hydropeza paniculata
Hydropeza paniculata är en tvåvingeart som beskrevs av Sinclair och Mclellan 2004. Hydropeza paniculata ingår i släktet Hydropeza och familjen dansflugor. Inga underarter finns listade i Catalogue of Life.